# Lint

在電腦科學中，lint是一種工具程式的名稱，它用來標記原始碼中，某些可疑的、不具結構性（可能造成bug）的段落。它是一種靜態程序分析工具，最早適用於C語言，在UNIX平台上開發出來。後來它成為通用術語，可用於描述在任何一種電腦程式語言中，用來標記原始碼中有疑義段落的工具。

## 歷史
lint最早於1979年，在貝爾實驗室發表的UNIX第七版中出現。它衍生自可移植C編譯器（pcc）。

## 拓展阅读
- Darwin, Ian F. . 1991. ISBN 0-937175-30-7.